# Booßener Teichgebiet
Das Naturschutzgebiet Booßener Teichgebiet liegt auf dem Gebiet der Stadt Lebus im Landkreis Märkisch-Oderland und auf dem Gebiet der kreisfreien Stadt Frankfurt (Oder) in Brandenburg.
Das Gebiet mit der Kenn-Nummer 1602 wurde mit Verordnung vom 26. März 2008 unter Naturschutz gestellt. Das rund 104 ha große Naturschutzgebiet erstreckt sich südöstlich von Wulkow, einem Ortsteil der Stadt Lebus, und nordöstlich von Booßen, einem Ortsteil der Stadt Frankfurt (Oder). Westlich verläuft die Landesstraße L 383, östlich die B 112 und südlich die B 5. Östlich fließt die Oder und verläuft die Staatsgrenze zu Polen.

## Bedeutung
Das Naturschutzgebiet umfasst „den Talraum einer Schmelzwasserrinne am Rand der Lebuser Platte mit dem Booßener Mühlenfließ, begleitende Feuchtlebensräume, Stauteiche und angrenzende Talhänge mit Trockenbiotopen.“